# Армия за национално освобождение
Армията за национално освобождение (АНО) (на албански: Ushtria Çlirimtare Kombëtare – UÇK; на македонска литературна норма: Ослободителна национална армија), позната и като Македонската АОК, е бивша сепаратистка организация, която през 2001 г. се бори за отцепване на северозападната част на Република Северна Македония и присъединяването ѝ към Косово.

## История
Според някои източници АНО се появява като продължение и трансформация на АОК на територията на Северна Македония, а нейните членове са бивши членове на АОК, участвали в боевете в Косово. С разпускането на ѝ голяма част от тях преминават на територията на Северна Македония в редовете на АНО.
Според голям брой източници крайната цел на АНО е Косово да получи независимост, което да представлява основно териториално ядро, към което се причислява Южна Сърбия, Феризово, Елезки хан, Гниляне, Прищина, селата Стачич, Руще и Станевце.
Главният щаб на АНО в Призрен се ръководи от Ермуш Джемаил, Али Ахмети като политически представител, Фазли Велиу като ръководител на диаспората и Гезим Острени като главен военен командир.
АНО получава непрекъсната логистична подкрепа във вид на оръжие, доброволци, храна и лекарства от Косово, Албания, албанската диаспора в западноевропейските страни, както и от местното албанско население в Северна Македония. Голяма част от членовете на АНО, преди да влязат във военни битки, са били предварително подготвени за военно обучение в Северна Албания.

## Формиране
АНО е сформирана през есента на 1999 г. и е ръководена от бившия командир на АОК Али Ахмети, който е племенник на Фазли Велиу, който дотогава е встрани от общественото внимание на събитията. Исканията на преден план се основават на конфедерация на Македония. Според по-късни източници висшите командири на АНО заявяват, че не искат да заплашват стабилността и териториалната цялост на Северна Македония и че чрез партизанска война са поискали правата си в Северна Македония, като народ, равен на македонците. Македонското правителство първоначално твърди, че това е терористична, екстремистка и сепаратистка организация, чиято цел е отцепването на частите от Северна Македония, където етническите албанци представляват мнозинството, и тяхното анексиране към Косово или към създаването на Велика Албания.
В началото на 22 януари АНО започва да извършва атаки срещу македонските сили за сигурност с леки оръжия. Конфликтът ескалира много бързо и от началото на март 2001 г. членовете на АНО установяват контрол над голяма част от Северна и Западна Македония, като в крайна сметка достигат само на няколко километра от столицата Скопие, окупирайки село Арачиново.
През март 2001 г. членовете на АНО не успяват да превземат град Тетово при открита въоръжена атака, контролирайки хълмовете и планините между Тетово и Косово. На 3 май 2001 г. македонското правителство започва голяма контраофанзива в района на Куманово. На 8 юни членовете на АНО окупират село Арачиново. На 16 август 2001 г. двете страни подписват мирно споразумение, известно като Охридското споразумение, което привидно слага край на конфликта в страната.